# Frontinellina
Frontinellina é um gênero de aranhas da família Linyphiidae descrito em 1902.